# Vanadium(III)-iodid
Vanadium(III)-iodid ist eine chemische Verbindung der Elemente Vanadium und Iod. Es ist ein braunschwarzer, hygroskopischer Feststoff, der bei 80–100 °C sublimiert.

## Gewinnung und Darstellung
Vanadium(III)-iodid kann aus den Elementen gewonnen werden:
{\displaystyle {\ce {2V + 3I2 -> 2VI3}}}
Vanadium reagiert mit Iod beim Molverhältnis 2:3 zu Vanadium(III)-iodid.

## Eigenschaften
Vanadium(III)-iodid kristallisiert im trigonalen Kristallsystem in der Raumgruppe R3 (Raumgruppen-Nr. 148) mit den Gitterparametern a = 692,5 pm und c = 1991 pm sowie 6 Formeleinheiten pro Elementarzelle. Es entspricht damit einer Bismut(III)-iodid-Struktur.
Vanadium(III)-iodid ist oxidationsempfindlich und sehr hygroskopisch. Es löst sich in Wasser sehr leicht unter Bildung von [V(H2O)6]3+-Ionen. Die Lösung besitzt eine braune Farbe, die bei Säurezusatz nach grün umschlägt.

## Verwendung
Vanadium(III)-iodid ist ein Zwischenprodukt bei der Reinigung von Vanadium durch das Van-Arkel-de-Boer-Verfahren. Dabei wird das Vanadium(III)-iodid bei relativ niedrigen Temperaturen aus den Elementen gebildet, sublimiert und zersetzt sich an einem heißen Draht wieder in die Elemente.